# Стефан Ріше (хокейний нападник)
Стефан Ріше (англ. Stéphane Richer, нар. 7 червня 1966, Ріпон, Квебек) — колишній канадський хокеїст, що грав на позиції крайнього нападника.
Володар Кубка Стенлі. Провів понад тисячу матчів у Національній хокейній лізі. 

## Ігрова кар'єра
Хокейну кар'єру розпочав 1983 року в ГЮХЛК.
1984 року був обраний на драфті НХЛ під 29-м загальним номером командою «Монреаль Канадієнс». 
Протягом професійної клубної ігрової кар'єри, що тривала 22 роки, захищав кольори команд «Нью-Джерсі Девілс», «Монреаль Канадієнс», «Тампа-Бей Лайтнінг», «Сент-Луїс Блюз» та «Піттсбург Пінгвінс».
Загалом провів 1188 матчів у НХЛ, включаючи 134 гри плей-оф Кубка Стенлі.

## Нагороди та досягнення
- Чемпіон світу серед молодіжних команд у складі молодіжної збірної Канади — 1985.
- Кубок Колдера в складі «Шербрук Канадієнс» — 1985.
- Володар Кубка Стенлі в складі «Монреаль Канадієнс» — 1986.
- Учасник матчу усіх зірок НХЛ — 1990.
- Володар Кубка Стенлі в складі «Нью-Джерсі Девілс» — 1995.

## Статистика

### Клубні виступи
| Сезон        | Клуб                   | Ліга         | Регулярний сезон | Регулярний сезон | Регулярний сезон | Регулярний сезон | Регулярний сезон | Плей-оф | Плей-оф | Плей-оф | Плей-оф | Плей-оф |
| Сезон        | Клуб                   | Ліга         | І                | Г                | П                | О                | ШХ               | І       | Г       | П       | О       | ШХ      |
| ------------ | ---------------------- | ------------ | ---------------- | ---------------- | ---------------- | ---------------- | ---------------- | ------- | ------- | ------- | ------- | ------- |
| 1983–84      | «Гранбі Бізонс»        | ГЮХЛК        | 67               | 39               | 37               | 76               | 62               | 3       | 1       | 1       | 2       | 4       |
| 1984–85      | «Гранбі Бізонс»        | ГЮХЛК        | 30               | 30               | 27               | 57               | 31               | —       | —       | —       | —       | —       |
| 1984–85      | «Чікутімі Сагенейс»    | ГЮХЛК        | 27               | 31               | 32               | 63               | 40               | 12      | 13      | 13      | 26      | 25      |
| 1984–85      | «Монреаль Канадієнс»   | НХЛ          | 1                | 0                | 0                | 0                | 0                | —       | —       | —       | —       | —       |
| 1984–85      | «Шербрук Канадієнс»    | АХЛ          | —                | —                | —                | —                | —                | 9       | 3       | 6       | 9       | 10      |
| 1985–86      | «Монреаль Канадієнс»   | НХЛ          | 65               | 21               | 16               | 37               | 50               | 16      | 4       | 1       | 5       | 23      |
| 1986–87      | «Шербрук Канадієнс»    | АХЛ          | 12               | 10               | 4                | 14               | 11               | —       | —       | —       | —       | —       |
| 1986–87      | «Монреаль Канадієнс»   | НХЛ          | 57               | 20               | 19               | 39               | 80               | 5       | 3       | 2       | 5       | 0       |
| 1987–88      | «Монреаль Канадієнс»   | НХЛ          | 72               | 50               | 28               | 78               | 72               | 8       | 7       | 5       | 12      | 6       |
| 1988–89      | «Монреаль Канадієнс»   | НХЛ          | 68               | 25               | 35               | 60               | 61               | 21      | 6       | 5       | 11      | 14      |
| 1989–90      | «Монреаль Канадієнс»   | НХЛ          | 75               | 51               | 40               | 91               | 46               | 9       | 7       | 3       | 10      | 2       |
| 1990–91      | «Монреаль Канадієнс»   | НХЛ          | 75               | 31               | 30               | 61               | 53               | 13      | 9       | 5       | 14      | 6       |
| 1991–92      | «Нью-Джерсі Девілс»    | НХЛ          | 74               | 29               | 35               | 64               | 25               | 7       | 1       | 2       | 3       | 0       |
| 1992–93      | «Нью-Джерсі Девілс»    | НХЛ          | 78               | 38               | 35               | 73               | 44               | 5       | 2       | 2       | 4       | 2       |
| 1993–94      | «Нью-Джерсі Девілс»    | НХЛ          | 80               | 36               | 36               | 72               | 16               | 20      | 7       | 5       | 12      | 6       |
| 1994–95      | «Нью-Джерсі Девілс»    | НХЛ          | 45               | 23               | 16               | 39               | 10               | 19      | 6       | 15      | 21      | 2       |
| 1995–96      | «Нью-Джерсі Девілс»    | НХЛ          | 73               | 20               | 12               | 32               | 30               | —       | —       | —       | —       | —       |
| 1996–97      | «Монреаль Канадієнс»   | НХЛ          | 63               | 22               | 24               | 46               | 32               | 5       | 0       | 0       | 0       | 0       |
| 1997–98      | «Монреаль Канадієнс»   | НХЛ          | 14               | 5                | 4                | 9                | 5                | —       | —       | —       | —       | —       |
| 1997–98      | «Тампа-Бей Лайтнінг»   | НХЛ          | 26               | 9                | 11               | 20               | 36               | —       | —       | —       | —       | —       |
| 1998–99      | «Тампа-Бей Лайтнінг»   | НХЛ          | 64               | 12               | 21               | 33               | 22               | —       | —       | —       | —       | —       |
| 1999–00      | «Тампа-Бей Лайтнінг»   | НХЛ          | 20               | 7                | 5                | 12               | 4                | —       | —       | —       | —       | —       |
| 1999–00      | «Детройт Вайперс»      | ІХЛ          | 2                | 0                | 0                | 0                | 0                | —       | —       | —       | —       | —       |
| 1999–00      | «Сент-Луїс Блюз»       | НХЛ          | 36               | 8                | 17               | 25               | 14               | 3       | 1       | 0       | 1       | 0       |
| 2001–02      | «Піттсбург Пінгвінс»   | НХЛ          | 58               | 13               | 12               | 25               | 14               | —       | —       | —       | —       | —       |
| 2001–02      | «Нью-Джерсі Девілс»    | НХЛ          | 10               | 1                | 2                | 3                | 0                | 3       | 0       | 0       | 0       | 0       |
| 2004–05      | «Сорель-Трасі Міссіон» | ПАХЛ         | 8                | 2                | 6                | 8                | 0                | —       | —       | —       | —       | —       |
| Усього в НХЛ | Усього в НХЛ           | Усього в НХЛ | 1054             | 421              | 398              | 819              | 614              | 134     | 53      | 45      | 98      | 61      |

### Збірна
| Рік              | Команда          | Турнір           |   | І | Г | П | О | ШХ |
| ---------------- | ---------------- | ---------------- | - | - | - | - | - | -- |
| 1985             | Канада           | МЧС              | 7 | 4 | 3 | 7 |   |    |
| Молодіжна збірна | Молодіжна збірна | Молодіжна збірна | 7 | 4 | 3 | 7 | - |    |